# Gosanke

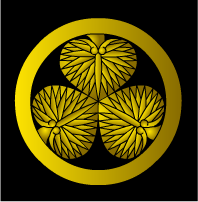
Maru-ni-mitsubaoi („Drei Haselwurzblätter in einem Kreis“), das Familienwappen der Tokugawa (mon).

Als Tokugawa-Gosanke (jap 御三家, wörtlich: „die ehrenwerten drei Häuser“) werden drei Nebenlinien des Haupthauses im Tokugawa-Shogunat in der Edo-Zeit bezeichnet, die auf die drei jüngsten Söhne des Familiengründers Tokugawa Ieyasu zurückgehen. Im Einzelnen sind dies das Haus Owari von Yoshinao, das Haus Kishū von Yorinobu, und das Haus Mito von Yorifusa. Nicht zu verwechseln sind die Gosanke mit den später nach ihrem Vorbild geschaffenen Gosankyō.
Sie hatten den höchsten Rang innerhalb der Shimpan-Familien und durften genauso wie die Tokugawa-Hauptlinie und die Gosankyō den Familiennamen Tokugawa und das Familienwappen mit den drei Stockrosenblättern führen. Die vorgebliche Aufgabe der Hausoberhäupter war, als Dainagon dem Shogun als Berater beizustehen, jedoch war diese Position mehr Titel als Verwaltungsamt. Im Gegenteil, als Shimpan-Daimyō waren sie von den eigentlichen Beraterrängen im Shogunat ausgeschlossen, diese Posten wurden an die Fudai-Daimyō vergeben. Tatsächlich wurden die Gosanke von Tokugawa Ieyasu eingesetzt, um den Fortbestand des Hauses zu sichern, sprich, einen Erben zu stellen, der von der Hauptlinie adoptiert werden konnte, wenn dort kein Sohn geboren wurde.

## Die Häuser
| Name                       | Kanji                  | Lehen | Heutige Präfektur | Stammvater                          |
| -------------------------- | ---------------------- | ----- | ----------------- | ----------------------------------- |
| Owari-Tokugawa             | 尾張徳川家             | Owari | Aichi             | Tokugawa Yoshinao, 9. Sohn Ieyasus  |
| Kishū-Tokugawa (auch: Kii) | 紀州徳川家, 紀伊徳川家 | Kishū | Wakayama          | Tokugawa Yorinobu, 10. Sohn Ieyasus |
| Mito-Tokugawa              | 水戸徳川氏             | Mito  | Ibaraki           | Tokugawa Yorifusa, 11. Sohn Ieyasus |

## Geschichte
Alle drei Gosanke gehen auf nachgeborene Söhne von Tokugawa Ieyasu zurück:
- Ieyasus ältester Sohn und Stammhalter, der noch unter Ieyasus ursprünglichem Familiennamen geborene Matsudaira Nobuyasu, starb bereits 1579 auf Weisung von Oda Nobunaga durch Seppuku.
- Sein zweiter Sohn, der spätere Yūki Hideyasu, war der Sohn von Oman, einer Dienstmagd seiner Frau Tsukiyama. Er wurde später zum Daimyō von Fukui, seine Linie gehörte jedoch nicht zum Haus Tokugawa.
- Ieyasus dritter Sohn, Tokugawa Hidetada, wurde schließlich zum Ahnherr der Tokugawa-Stammlinie.
- Ieyasus sechster Sohn Matsudaira Tadateru fiel bei seinem älteren Bruder Hidetada in Ungnade und wurde verbannt, sein Sohn verstarb kinderlos.
- Ieyasus neunter Sohn Yoshinao gründete die Owari-Linie.
- Ieyasus zehnter Sohn Yorinobu gründete die Kishū-Linie.
- Ieyasus elfter Sohn Yorifusa gründete die Mito-Linie.

Bei der Errichtung seines Shogunats besetzte Tokugawa Ieyasu Schlüsselposten mit Familienmitgliedern. Seinen neunten Sohn, Yoshinao, setzte er als Daimyō von Nagoya (Provinz Owari) ein, seinen zehnten Sohn Yorinobu als Daimyō von Kishū (Provinz Kii), und seinen elften Sohn Yorifusa als Daimyō von Mito (Provinz Hitachi). Von den Namen ihrer Lehen leiteten sich auch die Namen der Zweigfamilien ab.
Zu Beginn der Edo-Zeit bezeichnete der Begriff die Stammlinie, die Owari-Linie und die Kishū-Linie. Die Owari- und Kishū-Linie erhielten von Ieyasu das Recht, durch Adoption in die Hauptlinie den nächsten Daimyō zu stellen, wenn dort kein Erbe vorhanden sein sollte. Dieser Fall trat 1716 ein, als der 7. Shōgun, Tokugawa Ietsugu, im Alter von 7 Jahren verstarb. Tokugawa Yoshimune, der 8. Shōgun, wurde aus dem Haus Kishū adoptiert, und seine Nachfahren stellten den 9. bis 13. Shōgun. Der 13. Shōgun, Tokugawa Iesada, war kinderlos, weswegen der 14. Shōgun, Tokugawa Iemochi, aus der Kishū-Nebenlinie adoptiert wurde. Zwischen den Häusern Kishū und Owari gab es eine starke Konkurrenz um die Nachfolge in den Rang des Shogun. So steht Tokugawa Muneharu aus der Owari-Linie im Verdacht, die Vergiftung des 8. Shōgun Yoshimune veranlasst zu haben. 
Die Mito-Linie erhielt erst 1636, nach der Auflösung des Hauses Suruga, das Recht, den Familiennamen Tokugawa zu tragen. Obwohl ihr Rang unter dem der anderen Familien lag, wurden sie dem Kaiserhof gegenüber als Nachfolgerhaus für den Shōgun geführt. Daher sprach man etwa ab der Zeit von Tokugawa Tsunayoshi, dem 5. Tokugawa-Shōgun, von den Gosanke, den drei ehrenwerten Häusern.
Der letzte Shogun, Yoshinobu schließlich, wurde im Haus Mito geboren, dann aber als Adoptivkind an die Gosankyō-Nebenlinie Hitotsubashi gegeben.
Nach der Abschaffung des Shogunats und der Einführung des Kazoku-Systems während der Meiji-Restauration 1869 wurden die Oberhäupter der Gosanke in den zweiten Rang, dem eines Markgrafen (侯爵, kōshaku) erhoben. 1929 wurde das Oberhaupt von Mito in den höchsten Rang, den eines Fürsten (公爵, kōshaku) erhoben.

### Haus Owari
Die Owari sind die älteste der drei Gosanke-Linien. Gründer des Hauses war Tokugawa Yoshinao, neunter Sohn von Ieyasu. Er und seine Erben waren die Lehnsherren von Owari und residierten in der Burg Nagoya. Ihr Lehen wurde mit 619.500 koku Reis bemessen und war das größte der drei. Trotz seiner höheren Position stellte das Haus nie einen Shōgun.

#### Genealogie
1. Yoshinao
2. Mitsutomo
3. Tsunanari
4. Yoshimichi
5. Gorōta
6. Tsugutomo
7. Muneharu
8. Munekatsu
9. Munechika
10. Naritomo
11. Nariharu
12. Naritaka
13. Yoshitsugu
14. Yoshikumi
15. Mochinaga
16. Yoshinori
17. Yoshikatsu

#### Heute
Das derzeitige, 22. Oberhaupt der Owari-Linie ist Tokugawa Yoshitaka (徳川 義崇; * 1961), Direktor des Tokugawa-Kunstmuseums in Nagoya.

### Haus Kii
Das zweite Haus in der Rangfolge war Kii, auch als Kishū bezeichnet. Es wurde von Tokugawa Yorinobu, dem zehnten Sohn von Ieyasu gegründet. Seine Familie besaß das Kishū-Lehen mit der Burg Wakayama und einer Bewertung von 555.000 koku Reis. Seine Linie wurde 1619 auf dieses Lehen versetzt. Zweimal wurden Söhne von Kishū in die Hauptlinie adoptiert, 1716 und 1858. Der fünfte Daimyō von Kii, Yoshimune, stieg zum Shogun auf und installierte ein paralleles System von Nebenlinien, die Gosankyō, die die Tayasu, Shimizu und Hitotsubashi umfassten.

#### Genealogie
1. Tokugawa Yorinobu (1601–1671, Oberhaupt des Hauses 1619–1667)
2. Mitsusada (1626–1705, Oberhaupt 1667–1698)
3. Tsunanori (1665–1705, Oberhaupt 1698–1705)
4. Yorimoto (1680–1705, Oberhaupt 1705)
5. Yoshimune (1684–1751, Oberhaupt 1705–1716) (später Shogun)
6. Munenao (1682–1757, Oberhaupt 1716–1757)
7. Munemasa (1720–1765, Oberhaupt 1757–1765)
8. Shigenori (1746–1829, Oberhaupt 1765–1775)
9. Harusada (1728–1789, Oberhaupt 1775–1789)
10. Harutomi (1771–1852, Oberhaupt 1789–1832)
11. Nariyuki (1801–1846, Oberhaupt 1832–1846)
12. Narikatsu (1820–1849, Oberhaupt 1846–1849)
13. Yoshitomi (1846–1866, Oberhaupt 1849–1858) (später Shogun Iemochi)
14. Mochitsugu (1844–1906, Oberhaupt 1858–1869)

#### Heute
19. Oberhaupt des Hauses Kii ist Tokugawa Kotoko (徳川 宜子; * 1956), eine Architektin.

### Haus Mito
Drittes im Rang der Gosanke ist das Haus Mito. Es geht auf Tokugawa Yorifusa, den 11. Sohn von Ieyasu zurück. Sie besaßen das Lehen Mito im heutigen Ibaraki, mit der Burg Mito als Sitz und einem Ertrag von 250.000 koku, später 350.000 koku. Das Haus Mito selbst war nicht berechtigt, einen Erben für den Rang des Shōgun zu stellen. Tokugawa Yoshinobu wurde jedoch, durch Adoption in das Haus Hitotsubashi (einem der drei Gosankyō von Kii) zum Kandidaten für die Nachfolge und wurde schließlich zum 15. und letzten Shōgun.

#### Genealogie
1. Yorifusa
2. Mitsukuni
3. Tsunaeda
4. Munetaka
5. Munemoto
6. Harumori
7. Harutoshi
8. Narinobu
9. Nariaki
10. Yoshiatsu
11. Akitake

#### Heute
15. Oberhaupt des Hauses Mito ist Tokugawa Narimasa (徳川 斉正; * 1958), Direktor des Shōkōkan Tokugawa Museums in Mito und Angestellter von Tokio Marine & Nichido Fire Insurance Co., Ltd.